# マホメッド・シャルーク
マホメッド・シャルーク, (Mehmed Shuluk、トルコ語: Şuluk Mehmed Bey、生年不詳 - 1571年）は海賊の頭目。
北アフリカから地中海を越えてイタリアに吹く暑い南東の風を意味する「シロッコ」の名前（イタリア語）で世に知られた。
そのため、現在でもヨーロッパ圏ではマホメッド・シロッコ(Mohammed Sirocco)もしくは、メフメト・シロッコ（Mehmed Siroco）と表記される場合もある。
レパントの海戦のオスマン帝国側指揮官の一人。

レパントの海戦時、セリム2世がアレクサンドリア総督の地位を餌に呼び寄せたオスマン帝国軍最右翼の指揮官。
海戦では、沈没する自船から海に飛び込み逃走を図るが、ヴェネツィア人の捕虜となり戦傷がもとで海戦の3日後に死亡した。